# Nicolò Ragazzo
Nicolò Ragazzo (1999) es un deportista italiano que compite en acuatlón. Ganó una medalla de bronce en el Campeonato Europeo de Acuatlón de 2022.

## Palmarés internacional
| Campeonato Europeo | Campeonato Europeo | Campeonato Europeo | Campeonato Europeo |
| Año                | Lugar              | Medalla            | Prueba             |
| ------------------ | ------------------ | ------------------ | ------------------ |
| 2022               | Bilbao (España)    | Medalla de bronce  | Individual         |